# Ladánybene
Ladánybene é um município da Hungria, situado no condado de Bács-Kiskun. Tem 40,74 km² de área e sua população em 2015 foi estimada em 1.602 habitantes.